# ألبرت جاكسون
ألبرت جاكسون (بالإنجليزية: Albert Bruce Jackson )‏ (و. 1876 – 1947 م) هو عالم نبات بريطاني، توفي عن عمر يناهز 71 عاماً.